# Kpist (musikgrupp)
Kpist (ibland skrivet K-Pist eller K-pist) är ett svenskt electrorockband från Umeå vars musik är kraftigt påverkad av tv- och datorspelskulturen.
Flera av deras mest populära låtar är hyllningar till spel, samtidigt som de använder spelterminologi för att beröra djupare frågor. Exempelvis på deras album från 2002, Enemies of Silence, finns en låt som heter "C64", en referens och hyllning till den klassiska datorn Commodore 64. Låten talar också om självständighet, frihet och kontroll, med sådana rader som "I know it makes you sick that your movements are controlled by a joystick."
Några av deras låtar har använts i filmen Livet i 8 bitar.

## Medlemmar
Nuvarande medlemmar
- Elias Warg – mikrofon
- Anders Lind – synthesizer
- Emma Degerström – synthesizer
- Johan Hörnqvist – trummor

Tidigare medlemmar
- Markus Kärnebo – trummor

## Diskografi
Studioalbum
- 1997 – Voltage Controlled
- 2002 – Enemies of Silence

Singlar
- 1997 – "Firecracker" / "Bit by Bit"
- 1997 – "Helicopter" / "Level II"
- 2001 – "Under the Table"
- 2002 – "Lost In the Game" / "New Life"
- 2002 – "C64" / "Rendez Vous (Instrumental)"
- 2002 – "Golden Coat" / "How Does It Feel (Instrumental)"